# Mosoreidechse

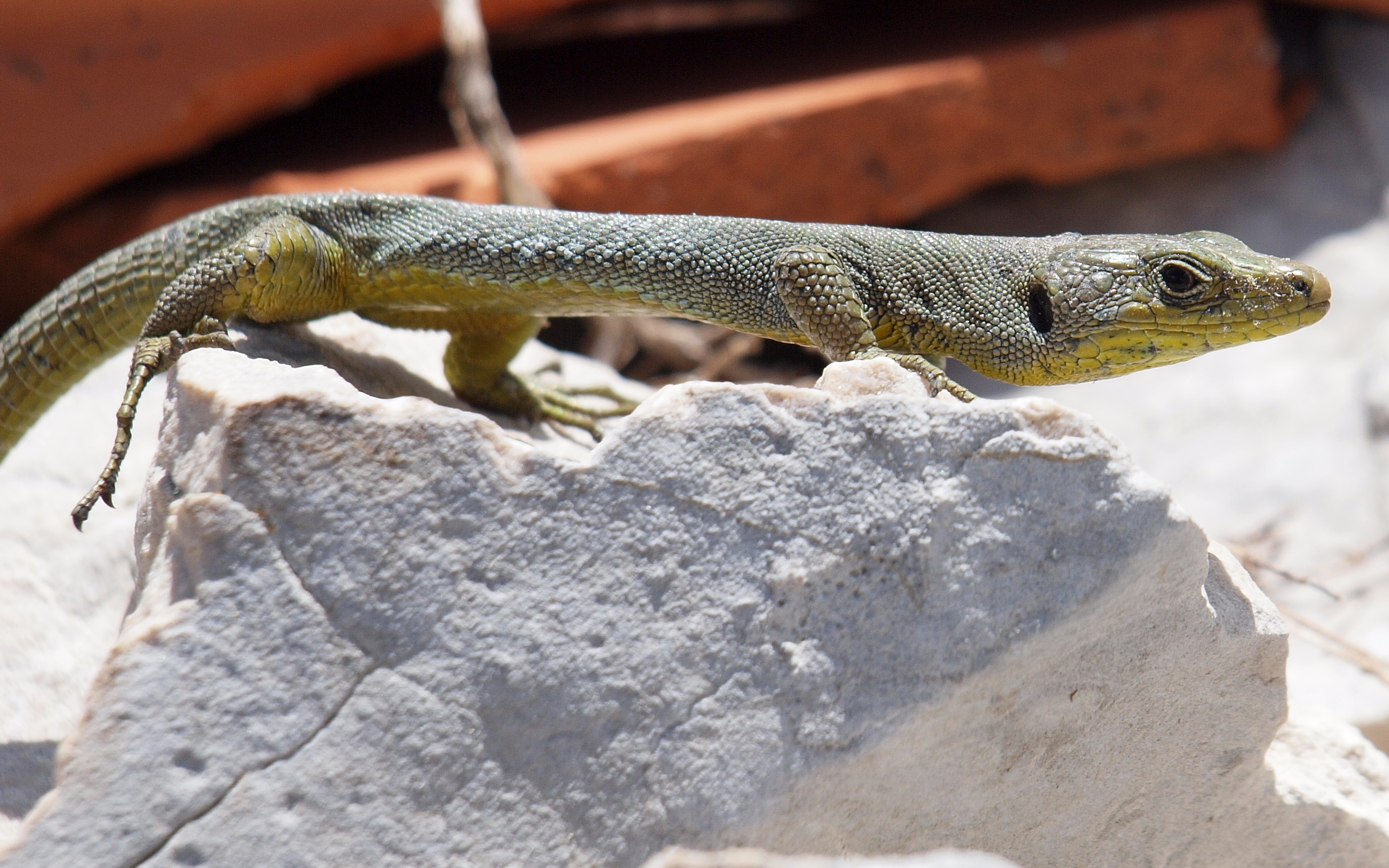
Mosoreidechse

Die Mosoreidechse oder Mosor-Gebirgseidechse (Dinarolacerta mosorensis, Syn.: Archaeolacerta mosorensis, Lacerta mosorensis) ist eine mittelgroße und mäßig abgeflachte Eidechse mit kurzem zugespitztem Kopf, die in den Gebirgsregionen in Südkroatien, in der Herzegowina und in Montenegro verbreitet ist.

## Merkmale

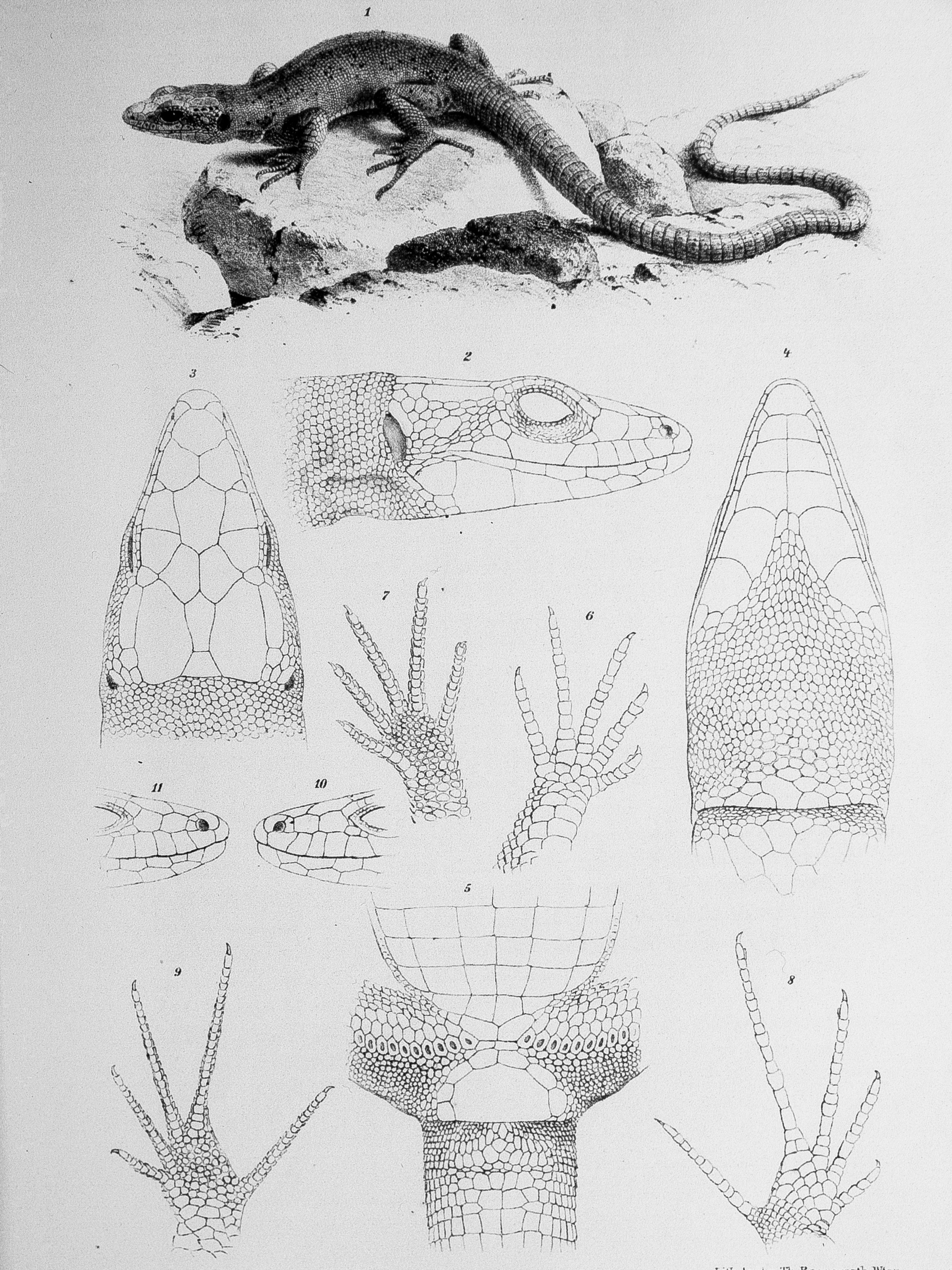
Lithographie Lacerta mosorensis, Annalen d. k.k. Naturhistorischen Museums Wien, Bd. 7, 1892

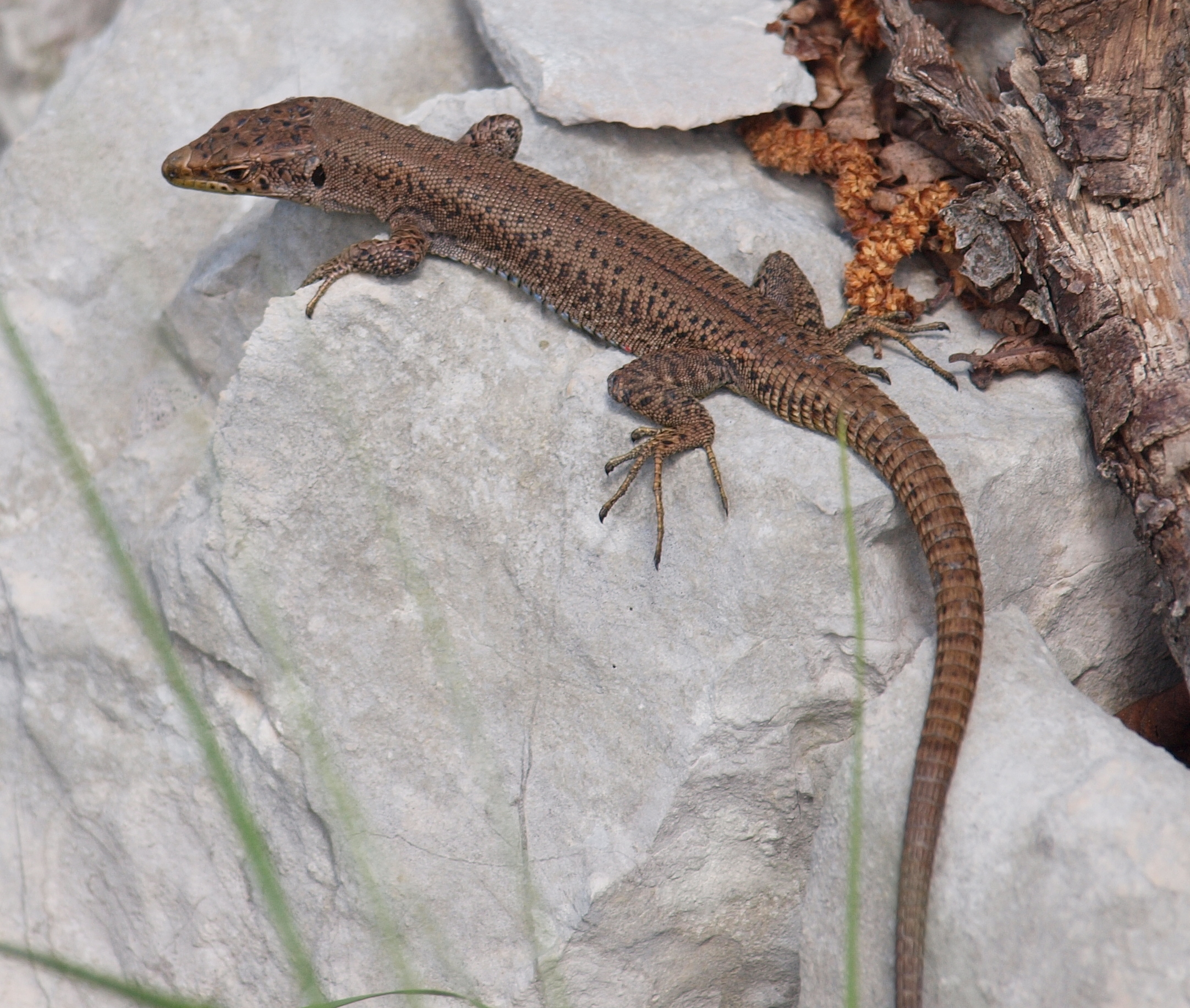
Mosoreidechse

Hauptmerkmal im Vergleich zu den meisten anderen mediterranen und allgemein aller anderen Eidechsen ist unter anderen der sehr stark abgeflachte Körper und Kopf. Die mittelgroße, schlanke Eidechse mit sehr flachem, spitzem Kopf und flachem Körper erreicht eine Kopf-Rumpf-Länge von etwa fünf bis sieben Zentimeter. Der Schwanz läuft sehr lang und dünn aus und kann nochmals die doppelte Länge erreichen (10 bis 13 Zentimeter), wodurch das Tier insgesamt 15 bis 22 Zentimeter lang ist.
Der Kopf ist bei beiden Geschlechtern gut ein Drittel länger als breit. An den Füßen befinden sich lange Zehen mit kräftigen Krallen.
Die Oberseite von Kopf, Rumpf und Schwanz ist sehr variabel gefärbt mit einer Grundfärbung von olivgrün bis schokoladenbraun, grau, graubraun oder bräunlich, wobei die Flanken ab und zu etwas dunkler als der rücken sein können. Über die ganze Oberseite, einschließlich Pileus, Bein- und Schwanzoberseiten, sind unregelmäßige, kleine schwarze Flecken verteilt, die an den Flanken zu kleinen Schnörkeln zusammenstoßen können. Auf der Rückenmitte können sie sich ausnahmsweise auch zu einem dunklen Band vereinigen. Es kommen auch Tiere vor, denen die dunkle Fleckenzeichnung fehlt. Die gesamte Unterseite ist stroh-, grün- oder dottergelb, zuweilen sogar orange gefärbt. Weibchen können manchmal einen bleigrauen Bauch haben. Meistens ist die Unterseite weitgehend ungefleckt, nur die äußere Ventraliareihe zeigt außen ultramarinblaue Flecken. Diese können sich auf angrenzende Schuppen ausdehnen. Die hinteren Submaxillarschilder sind bei Männchen schmutzigblau gewölkt. Die Kopfunterseite der Weibchen ist schokoladenbräunlich, an den hinteren Submaxillaren und am Halsband bläulich werdend.
Ganz junge Tiere sind oberseits fast schwärzlich, so dass die charakteristische dunkle Fleckung kaum zu erkennen ist. Auf dem Schwanz geht diese Farbe dann allmählich ins licht Eisengraue über, wie auch die Unterseite gefärbt sein soll. Andere Autoren schreiben, dass die Jungtiere den Alten ähnlich seien, nur einen blassen Bauch hätten. In Gefangenschaft geborene Jungtiere glichen weitgehend den Alttieren, sie hatten nur teilweise blaue Schwänze. Diese Blaufärbung ist dabei nicht so intensiv ausgeprägt wie bei anderen Arten.
Als Anpassung an kühle und feuchte Habitate der Hochdinariden sind die Embryos während der Eiablage darin schon partiell entwickelt. Dadurch verkürzt sich die Schlupfzeit der Eidechsen auf unter 30 Tage.

## Verbreitung und Lebensraum

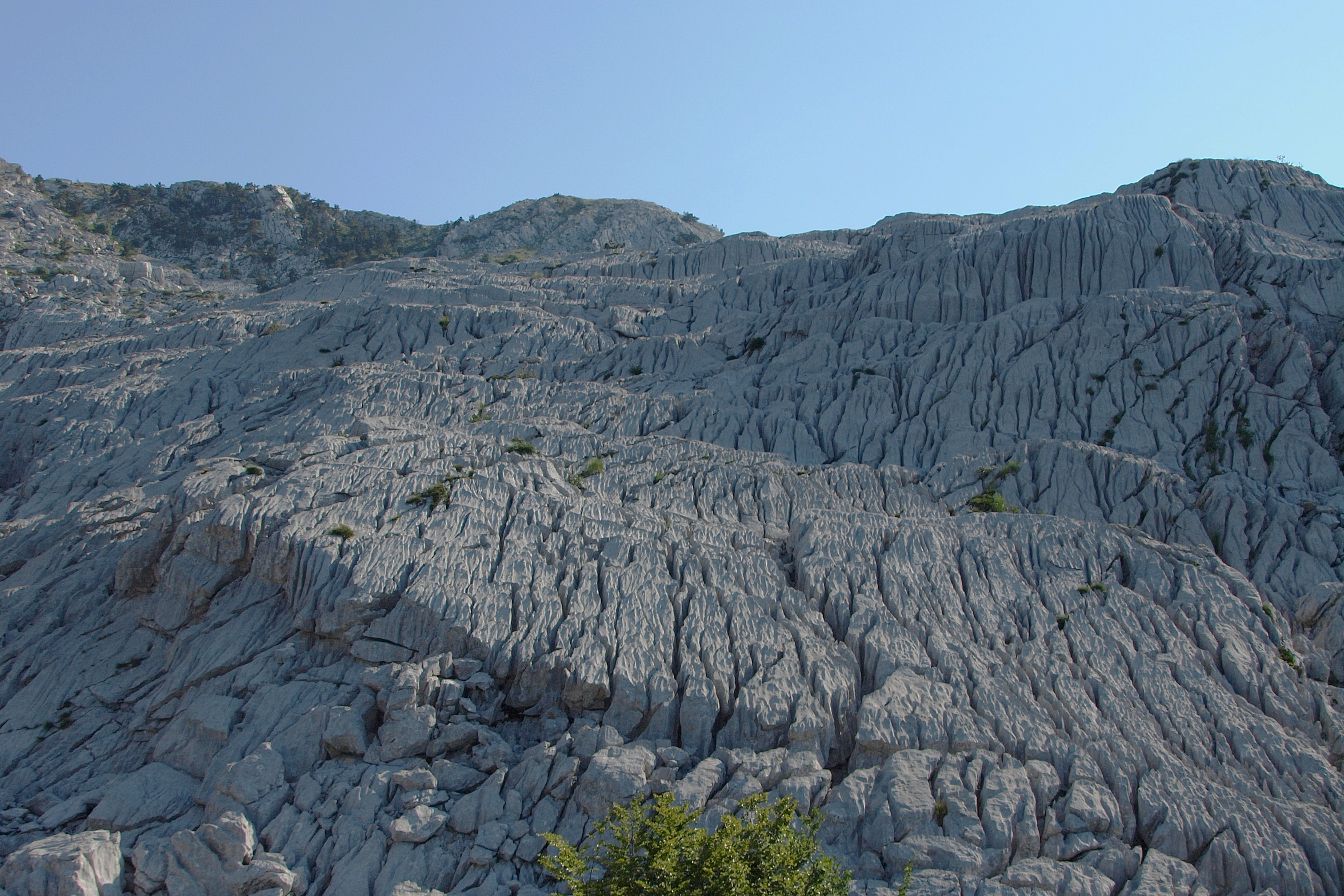
Kluftkarren an glazialen Schichttreppen sind in der oromediterranen Zone der subadriatischen Dinariden ein bevorzugtes Habitat. Reovačka Greda Wand der Bijela gora im Orjen

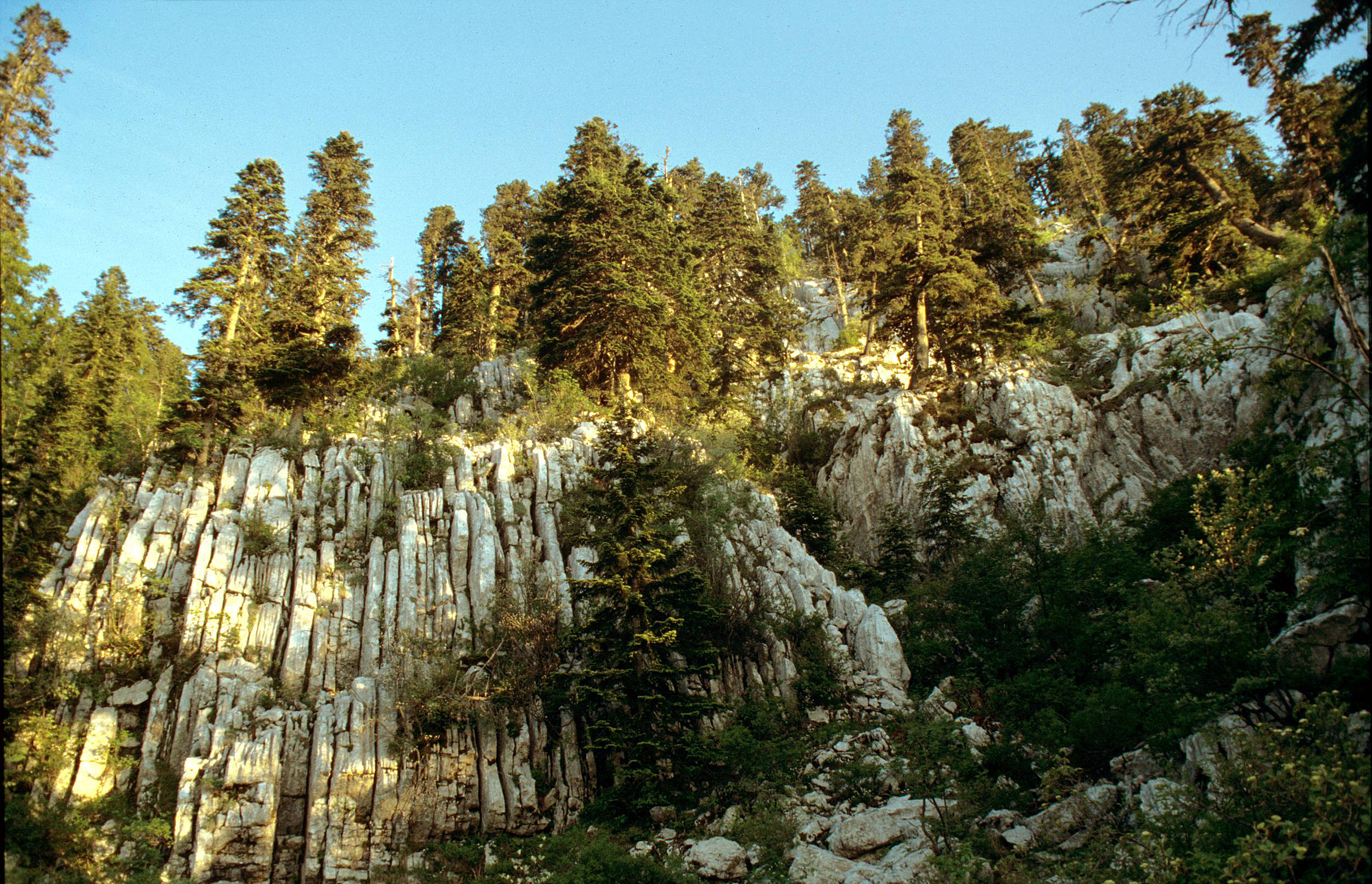
Ein Lebensraum der Mosoreidechse sind geologische Schichttreppen im Dinarischen Karst-Blockhalden Tannenwald, Bijela gora, Montenegro

Diese Fels- und Gebirgseidechse bewohnt humide Regionen in Karstgebirgen der littoralen oder noch mediterran getönten Dinariden von 450 bis 1900 Meter über dem Meeresspiegel. Von der Adriaküste reicht ihr Areal bis zur Europäischen Hauptwasserscheide und erreicht in der Tara-Schlucht noch das Einzugsgebiet der Donau. Sie hat hierin ein unzusammenhängendes, auf isolierte Gebirgsgruppen zersplitterten Areal in Südkroatien, Montenegro und der Herzegowina.
Als Habitat dienen ihr verkarstete Felsformationen in Hochgebirgen wie den subadriatischen Orjen an der Bucht von Kotor oder im küstenfernen hochdinarischen Durmitor-Gebirge, wobei sie immer jeweils geschichtete oder gebankte mächtige Kalkfelsen bewohnt, die innerhalb von Šibljakformation (laubwerfende sub-/supramediterrane Gebüschformationen), Panzerkiefer-Wäldern oder Wacholdergebüschen, manchmal in Wassernähe, liegen. In Montenegro ist sie daneben auch in Felsblock-Wäldern des Dinarischen Karst-Blockhalden-Tannenwaldes verbreitet. Hier wurde sie beobachtet, wie sie in weiten Sätzen über die breiten Kluftkarren stark verkasteter glazialer Schichttreppen springt.
Die einzelnen Standorte der Mosoreidechse gelten als oromediterrane Relikstandorte, in denen die Art mehr oder weniger biogeographische Inseln an humiden Gebirgsgruppen bewohnt. Sie ist hier aus ihren glazialen Rückzugsgebieten in tieferen Lagen während der Interglazialzeiten durch vertikale Wanderung in kühlere und humidere Zonen ausgewichen. In ihrer Anpassung ist sie eine ausgesprochene Felseidechse xerothermer Gebirgsfelsen, Kalkwände und Blockhalden mit extrem kalten Winterbedingungen, dabei jedoch mehr auf humide und schattige Standorte eingeschränkt.
Erst 2007 wurde die sehr ähnliche und nächst verwandte Prokletije-Eidechse aus dem Prokletije in Montenegro als Kryptoart von der Mosoreidechse ausgegliedert. Die genetisch isolierten Populationen der Mosor- und Prokletije-Eidechse entstanden aufgrund der eiszeitlichen Abkühlung sowie der räumlichen Trennung durch den tiefen Einschnitt des Canyons der Morača in einem stark reliefierten Lebensraum als vikariierende Arten, die ansonsten gleichartige Lebensräume besiedeln. Rein äußerlich sind zwischen diesen nur wenige Unterscheidungsmerkmale vorhanden. Insbesondere ist die Prokletije-Eidechse aber kleiner bleibend als die Mosoreidechse.

## Lebensweise und Verhalten

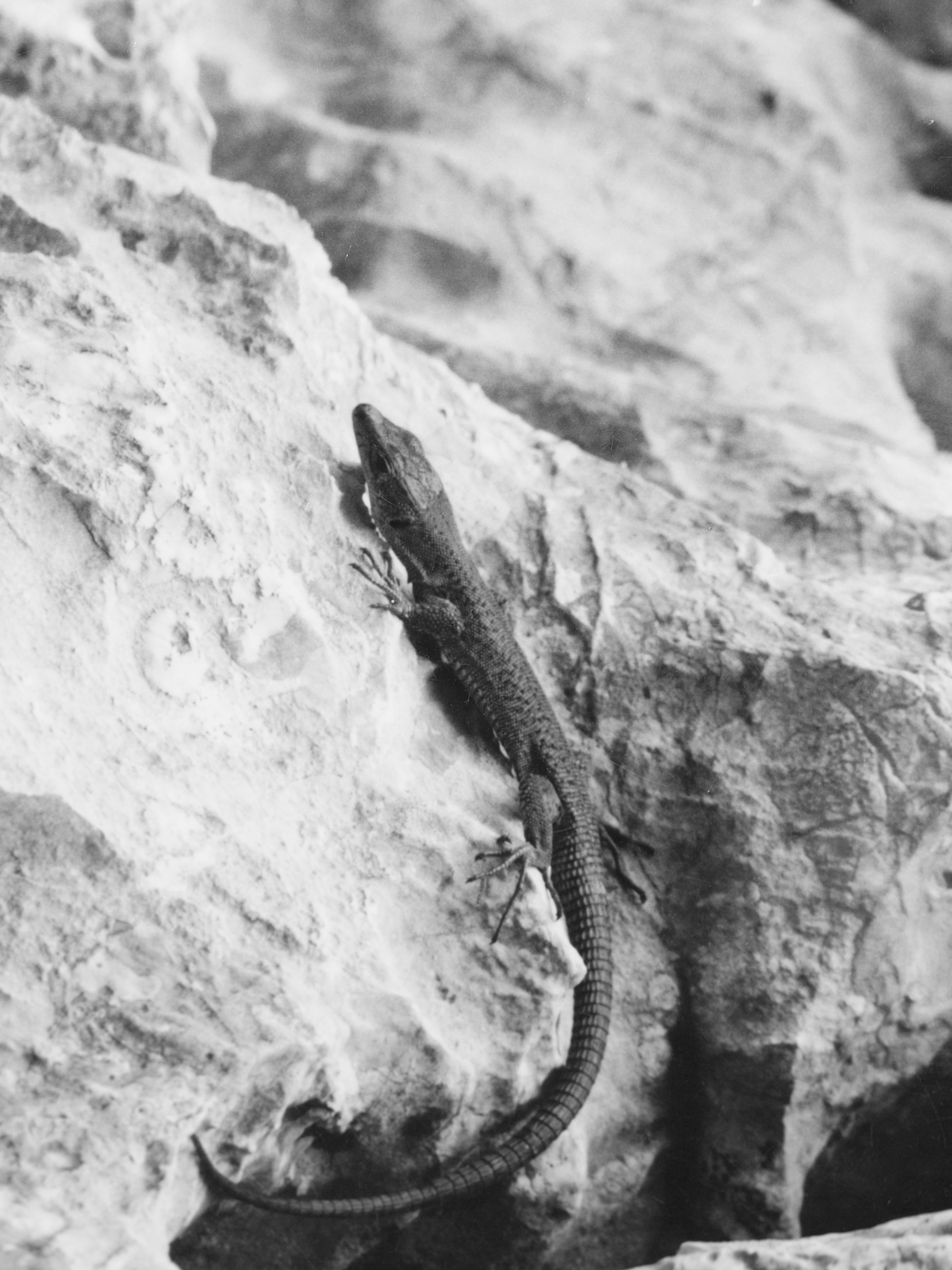
Subadultes Tier, Orjen-Gebirge (Bijela gora)

Die Mosoreidechse ist zwar relativ scheu, aber neugierig. Sie ist sehr behände, klettert geschickt und kann mühelos mehrere Meter weite und tiefe Sprünge über Karstspalten, den sogenannten Karren, vollführen. Die Tiere können auch in kleineren Gruppen beobachtet werden und finden sich immer an unbewachsenen Felsen. Aus ihren Winterquartieren kommt sie schon im April hervor, einen Monat nach den in tieferen Lagen lebenden Arten. Ende Juli, Anfang August legt sie vier bis sechs Eier. Die Eier sind relativ groß und haben einen rosafarbenen Anflug. Die bohnenfoermigen Eier sind 10 bis 15 mm lang und haben einen Durchmesser von 6 bis 8 mm. Jungtiere schlüpfen Ende September. In Nachzucht paarten sich Tiere im Juni, die Eiablage lag zwischen Mitte bis Ende Juli und die Inkubationszeit betrug dabei 23 Tage. Unter allen Eidechsen hat die Mosoreidechse damit die kürzeste Inkubationszeit.
Ihr Winterquartier sucht sie im Oktober auf. Die Art ist in Natur zwar sehr scheu wird in Gefangenschaft aber als regelrecht zutraulich bezeichnet. In ihrem natürlichen Lebensraum ist die Art in großer Individuendichte vorkommend, was auch auf die wenigen Feinde der Mosoreidechse in ihren Hochgebirgsbiotopen zurückgeführt wird.

## Gefährdung und Schutz
Die Mosoreidechse gilt aufgrund ihres räumlich sehr begrenzten Verbreitungsgebietes und des sehr speziellen Habitats als eine der seltensten Eidechsen Europas. Bei der IUCN wird sie als gefährdet („vulnerable“) eingestuft. Wie alle europäischen Reptilien ist sie im Anhang II der Berner Konvention (Übereinkommen über die Erhaltung der europäischen wildlebenden Pflanzen und Tiere und ihrer natürlichen Lebensräume) verzeichnet und genießt dadurch innerhalb der Europäischen Union strengen Schutz. Die Tiere dürfen weder getötet noch gefangen werden.